# Молодченко, Николай Романович
Николай Романович Моло́дченко — советский хозяйственный, государственный и политический деятель, Герой Социалистического Труда.

## Биография
Родился в 1927 году в селе Лизогубова Слобода (ныне Згуровский район, Киевская область, Украина). Член КПСС с 1966 года.
С 1947 года — на хозяйственной, общественной и политической работе. В 1947—1987 годах — слесарь-монтажник, бригадир слесарей-монтажников на заводе № 302, бригадир слесарей-монтажников завода «Ленинская кузница» Министерства судостроительной промышленности СССР (Киев, УССР).
Делегат XXIV съезда КПСС.
Умер в Киеве в 2001 году, похоронен там же.

## Награды и премии
- Указом Президиума Верховного Совета СССР от 25 июля 1966 года присвоено звание Героя Социалистического Труда с вручением ордена Ленина и золотой медали «Серп и Молот».
- Государственная премия СССР (1977)— за выдающиеся достижения в труде на основе комплексного совершенствования трудовых процессов, совмещения профессий, внедрения передовых методов и форм организации труда